# Érasistrate découvrant la cause de la maladie d'Antiochus
Érasistrate découvrant la cause de la maladie d’Antiochius dans son amour pour Stratonice est une œuvre de Jacques-Louis David peinte en 1774. Quatrième participation de l'artiste au concours de l'Académie royale de peinture, le tableau valut à son auteur le grand prix de Rome de peinture. C'est une peinture d'histoire le sujet de l'œuvre tiré d'un récit de Plutarque évoque une légende de l'histoire macédonienne : la découverte par le médecin Érasistrate de la cause de la langueur d'Antiochus qui se mourait d'amour pour sa belle-mère Stratonice épouse du roi Séleucos Ier. L'œuvre est fidèle à l'enseignement de l'Académie et est encore influencée par le style baroque. Elle est conservée à l'École nationale supérieure des beaux-arts de Paris.

## Provenance
Tableau peint en 1774. Après sa présentation au concours pour le Prix de Rome, il est récupéré par David et est confié à Michel-Jean Sedaine. Dans la famille de Sedaine, le tableau passe ensuite dans la collection du comte de Brissay, gendre de Sedaine. En 1860 la Maison de l'Empereur en fait l'acquisition pour 3000 francs, et il est installé à l'École nationale supérieure des beaux-arts. Le tableau a été restauré en 1860 et 1981.

## La scène
Antiochus est alité, atteint d'une langueur maladive. Son père, le roi Séleucos, est au pied du lit dans la pénombre. Pour sauver son fils, il a fait appel au grand médecin Érasistrate. 
Ce dernier est auprès de lui, lui prenant le pouls : sa main gauche sur le poignet d'Antiochus. Le médecin a demandé que les femmes du palais se présentent, une à une, devant Antiochus. Quand vient le tour de Stratonice, le pouls du jeune prince s'accélère, Érasistrate lève alors la main droite, l'index pointé vers la  « cause de la maladie ».
Érasistrate obtiendra du roi qu'il cède la belle Stratonice à son fils, et le prince guérit.